# Prasa (Orjen)

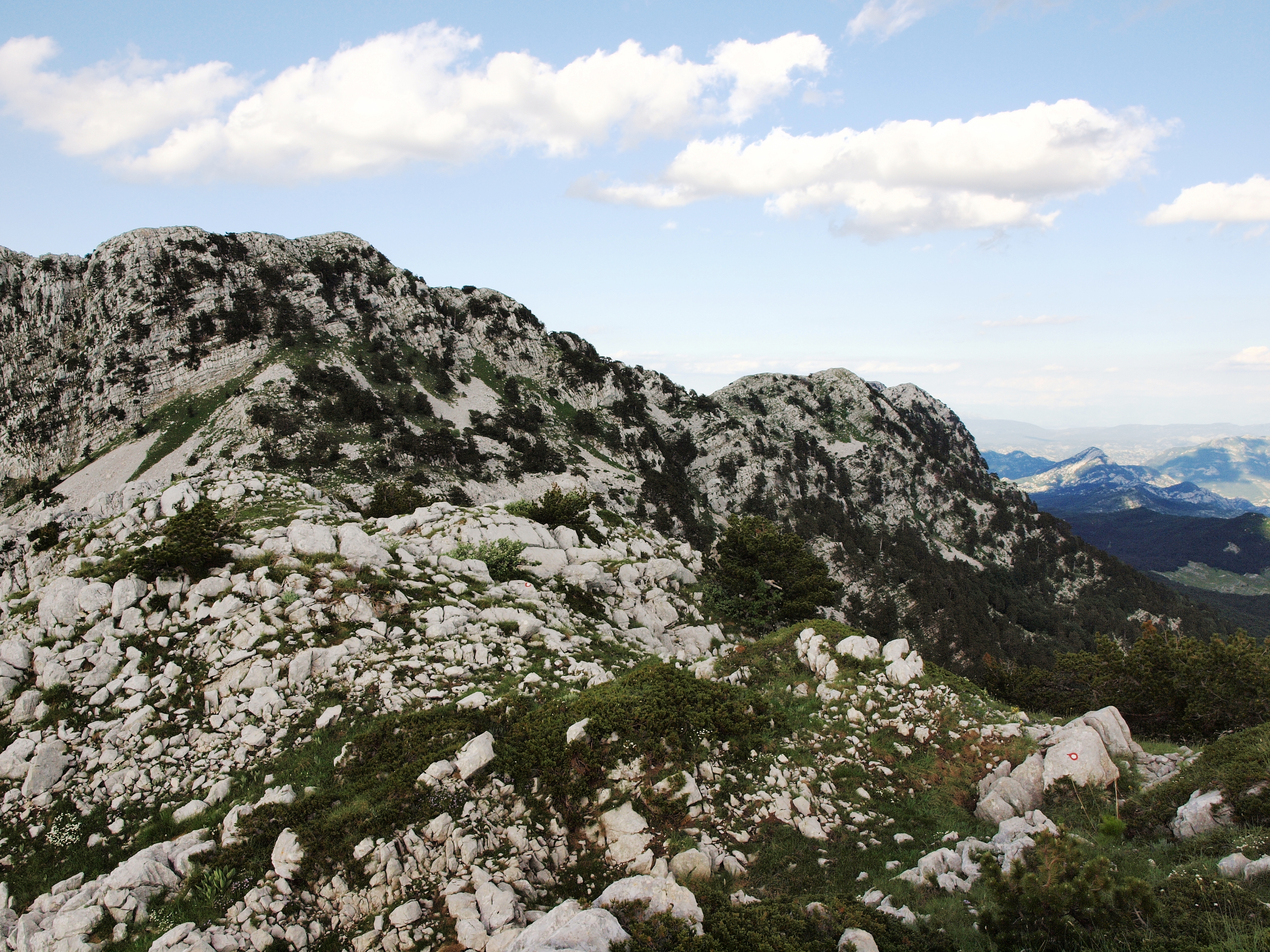
Blick von der Prasa auf den Vučji zub und den Grat der Reovačka greda

Die Prasa ist ein 1707 m hoher Grat sowie namensgleicher Berg im Orjen Gebirge, der auf der Grenzlinie zwischen Montenegro und Bosnien und Herzegowina liegt.

## Beschreibung
Der Prasa-Grat erstreckt sich zwischen der Kote 1777 m und dem Vučji zub und trennt die beiden Trogtäler der Pirina poljana (auch Dobri do genannt) sowie das Reovački do. Etwa in der Mitte des Grates liegt der gleichnamige Gipfel der Prasa auf 1707 m Höhe. Die Prasa fällt mit 350 m Höhenmeter relativ steil nach NNW und SSE in die Tröge der zwei größten Täler des Orjens hinab. Sie wird durch die beiden Karlinge des Zubački kabao und Vučji zub eingerahmt und zeigt an allen Flanken glaziale Überformung. In NW liegt das eigentliche Doppelkar der Prasa, oberhalb dessen sich die Schneehöhle der Buganja greda findet. Unterhalb der Südexpostition des Vučji zub versteilt sich das Relief zunehmend und die Landschaft nimmt alpine Züge an.

## Vegetation

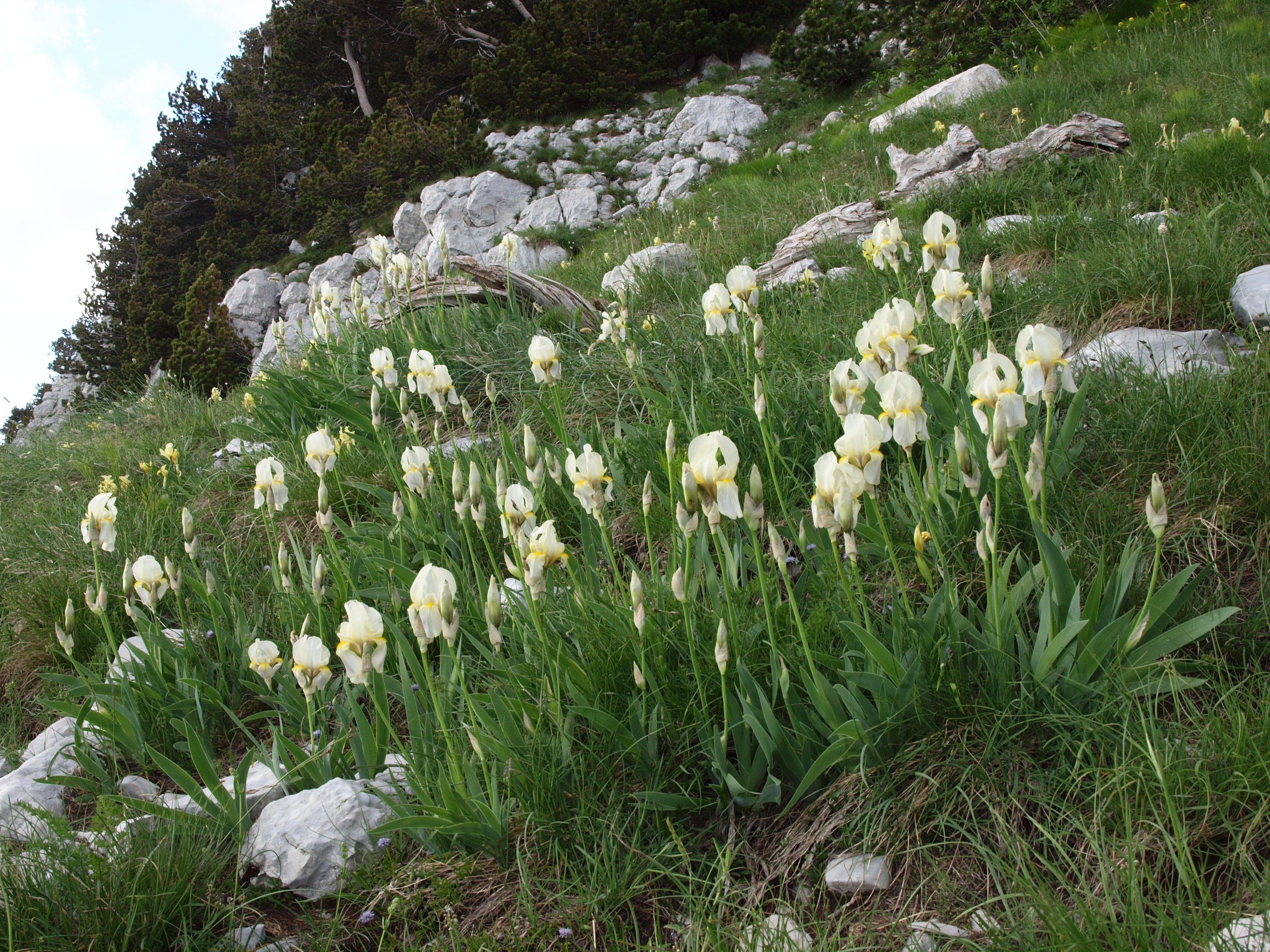
Standort der Orjen-Schwertlilie innerhalb von subalpinen Kalktrocken-Rasengesellschaften an ihrem natürlichen Standort am Nordende der Prasa

Der Grat der Prasa liegt in der oro-Mediterranen Stufe der Balkan-Kiefer (Pinus heldreichii). Der Grat ist somit auch von aufgelockerten Beständen der Kiefer bestanden. Die Bodenvegetation wird von Horstgräsern mit dominanter Sesleria robusta bestimmt. Am nördlichen Ende liegt eine bis jetzt bekannt gewordenen Lokalitäten der endemischen Orjen-Schwertlilie.